# Benton Foundation
La Benton Foundation es una organización sin fines de lucro creada por el exsenador de los EE. UU., William Benton y su esposa, Helen Hemingway Benton. Su actual presidente y consejero delegado es su hijo, Charles Benton. 
La Benton Foundation era el dueño de la Enciclopædia Británica desde 1974 hasta 1996, cuando fue comprado por Jacqui Safra. La formación de la Benton Foundation fue anunciado en el banquete del bicentenario de la Britannica en 1968. La misión de la fundación fue remodelado en 1981 por Charles Benton, pero siempre se ha centrado en el uso de los medios de comunicación para el bien público, especialmente con fines educativos.
En los últimos años, la fundación ha sido la más famosa por su defensa de acceso digital y para exigir la responsabilidad pública por los medios de comunicación. La Fundación Benton ha impulsado una política nacional de banda ancha en los niveles más altos de gobierno de los EE. UU. También ha estado presionando a la Comisión Federal de Comunicaciones (FCC) para determinar las obligaciones de interés público de las emisoras de televisión digital. Por último, se ha patrocinado estudios que sugieren que la concentración de la propiedad de los medios en pocas manos no es de interés de los Estados Unidos.

## Premios
El 9 de febrero de 2007, el presidente y consejero delegado de la Benton Foundation Charles Benton recibió la Susan G. Hadden Premio Pionero de la Alianza para la Tecnología Pública para "los esfuerzos pioneros en materia de telecomunicaciones y acceso de los consumidores."